# Isaac Mizrahi

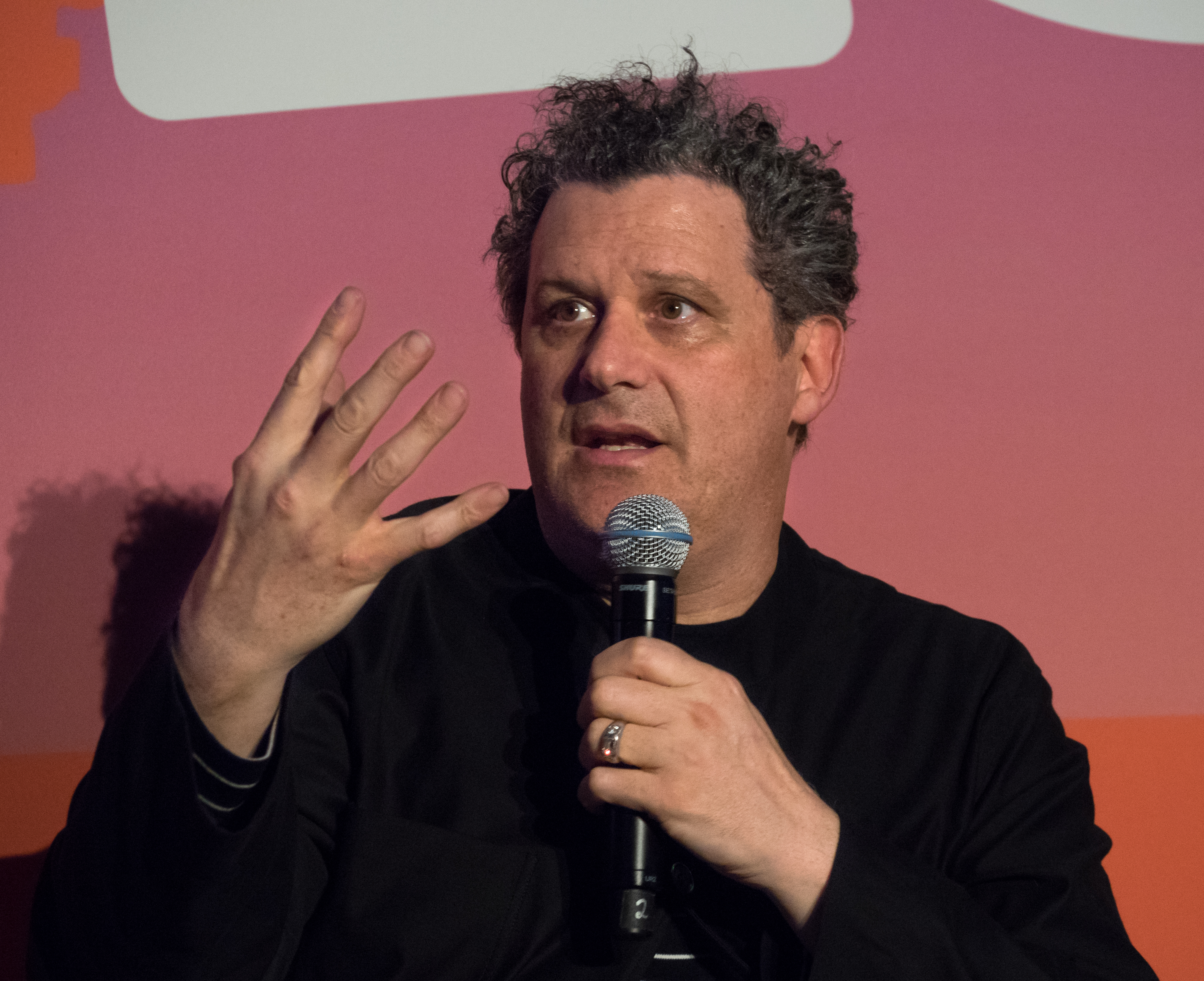
Isaac Mizrahi, 2018

Isaac Mizrahi (* 14. Oktober 1961 in Brooklyn) ist ein US-amerikanischer Modeschöpfer und Fernsehmoderator.

## Leben
Mizrahi, der aus einer jüdischen Familie stammt, studierte nach seiner Schulzeit Modedesign an der Parsons The New School for Design in New York City. 1987 zeigte Mizrahi seine erste Kollektion in einem Verkaufsgeschäft vom Unternehmen Bergdorf Goodman, die viel Lob erhielt. 1992 kaufte Chanel Anteile an seinem Label, doch weil sich seine Kollektionen nicht verkauften, beendete das Modeunternehmen 1998 die Zusammenarbeit. Daraufhin musste Mizrahi die Arbeit seines Modelabels einstellen.
Seit 2002 entwarf Mizrahi Kollektionen für Target, ehe er 2008 zu Liz Claiborne wechselte. 2010 stellte Mizrahi eine Kollektion für QVC vor, 2011 verkaufte er sein Label an Xcel Brands, Inc., das parallel zu seinen QVC-Kollektionen mit seinem Namen warb.
Seit den 1990er Jahren trat Mizrahi in verschiedenen US-amerikanischen Fernsehshows auf. 1996 produzierte er die Dokumentation Unzipped, in der er die Entwicklung seiner Kollektion vom Frühjahr 1994 zeigte. Im Frühjahr 2006 lief auf dem US-amerikanischen Fernsehsender Style Network die von ihm moderierte Fernsehshow Isaac. Eine weitere Show von ihm lief im Fernsehsender Oxygen. In Kurzauftritten war er 1993 im Spielfilm Ein Concierge zum Verlieben und in den Fernsehserien Sex and the City und Spin City zu sehen. 2008 hatte er einen Gastauftritt in der Telenovela Ugly Betty. 2009 war er Moderator bei der Fernsehsendung The Fashion Show des US-amerikanischen Fernsehsenders BravoTV.
2011 heiratete Mizrahi seinen Lebensgefährten Arnold Germer. Das Paar lebt in New York City.

## Preise und Auszeichnungen (Auswahl)
- 1991: Council of Fashion Designers of America - Womenswear Designer of the Year
- 2002: Drama Desk Award für Outstanding Costume Design